# Miss Lettonia

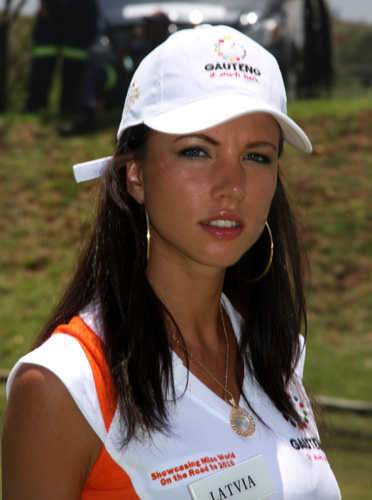
Ina Avlasēviča, Miss Lettonia 2006.

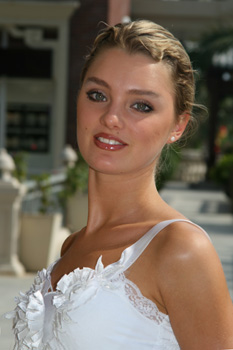
Kristīne Djadenko, Miss Lettonia 2005.

Miss Lettonia è un concorso di bellezza femminile che si tiene ogni anno in Lettonia sin dal 1989. La vincitrice del concorso ha la possibilità di rappresentare il proprio paese a Miss Mondo l'anno seguente. Nella stessa occasione in cui viene eletta Miss Lettonia, viene eletto anche Mister Lettonia. Le delegate della Lettonia per Miss Universo, vengono scelte invece attraverso un concorso specifico chiamato Miss Universo Lettonia.

## Albo d'oro

### Miss Lettonia
| Anno | Vincitrice            |
| ---- | --------------------- |
| 1988 | Giva Slowly           |
| 1989 | Ina (Magone) Senberga |
| 1990 | Velga Bražņevica      |
| 1991 | Inese Šlesere         |
| 1992 | Zane Vaļicka          |
| 1993 | Sigita Rude           |
| 1994 | Daina Tobija          |
| 1995 | Ieva Meliņa           |
| 1996 | Anta Dukure           |
| 1997 | Līga Graudumniece     |
| 1998 | Evija Ručevska        |
| 1999 | Dina Kalandārova      |
| 2000 | Gunta Rudzīte         |
| 2001 | Baiba Švarca          |
| 2002 | Zanda Zariņa          |
| 2003 | Agnese Eiduka         |
| 2004 | Agnese Krustiņa       |
| 2005 | Kristīne Djadenko     |
| 2006 | Ina Avlasēviča        |
| 2007 | Viktorija Drizļonoka  |
| 2008 | Ieva Lase             |
| 2009 | Ludmila Voroncova     |
| 2010 | Alise Miškovska       |
| 2011 | Eva Dombrovska        |
| 2012 | Liliana Garkalne      |

### Miss Universo Lettonia
| Anno | Vincitrice      |
| ---- | --------------- |
| 2005 | Ieva Kokoreviča |
| 2006 | Sanita Kubliņa  |